# Nebria reichii
Nebria reichii  (лат.) — вид жуков рода Жужелицы-небрии (Nebria) семейства Жужелицы (Carabidae). Впервые описан в 1826 году французским энтомологом Пьером Дежаном.

## Распространение
Обитает в Румынии, Австрии, на Украине и (сомнительно) в Хорватии; однако имеются данные, что вид является эндемиком Румынии. Населяет горные участки.

## Систематика, подвиды
Синоним — Nebria basipes (Reitter, 1887).
Подвиды:
- Nebria reichii bissenica (E.A. Bielz, 1887)
- Nebria reichii radnaensis (Horvatovich, 1972)
- Nebria reichii reichii (Dejean, 1826)